# IV. Henrik angol király
IV. Henrik (Lincolnshire, 1367. április 3. – London, 1413. március 20.) Anglia királya 1399–1413 között, az első király a Lancaster-családból; születésének helye után Bolingbroke-nak is nevezték. Apja Genti János, Lancaster hercege, nagyapja III. Eduárd király volt, ő maga pedig a Derby grófja és a Hereford hercege címet viselte.
Egy politikai konfliktus miatt 1398-ban II. Richárd király Henriket száműzte Angliából. Henrik ekkor a francia udvarba menekült, ahol szíves fogadtatásra talált. 1399. július 4-én Yorkshire-ben partra szállt s rövid idő alatt egész Angliát meghódította. Augusztus 19-én Henry Percy, Northumberland grófja árulása folytán maga a király is hatalmába került. Richárd erre kénytelen volt trónjáról lemondani (1399. szeptember 29.), mire a parlament vád alá helyezte s szeptember 30-án Henriket kiáltotta ki királynak. Néhány hét múlva a fogoly Richárd – valószínűleg erőszakos halállal – meghalt.
Henrik tehát elfoglalhatta a trónt, de hatalmát eleinte mégsem élvezhette. 1400-ban eredménytelenül harcolt a skót király ellen. Veszedelmes ellenfele támadt abban az esztendőben Owen Glendowerben is, akivel Henry Percy, Northumberland grófja és Henrik király ifjúkori barátja szövetkezett. Henrik 1402-ben haddal támadta meg őket, de csak 1403. július 21-én Shrewsbury mellett sikerült Henry Percy fia fölött fényes győzelmet kivívni. Ebben a csatában az ifjú Percy maga is elesett. Ezután nyugodtabban élvezhette hatalmát, melyet mérséklettel kezelt és tiszteletben tartotta az alkotmányt. A parlament a főpapi javak lefoglalását javasolta neki, de ő nem akarta eljátszani a klérus és különösen a pápa támogatását, ehelyett John Wycliffe hívei ellen (lollardok) véres üldözést indított. Keresztes hadjáratra való előkészületek közepette halt meg Westminsteri apátságban. Utódja fia, V. Henrik lett.

## Testvérei
Henrik nővérei Lancasteri Filippa portugál királyné és Lancasteri Erzsébet, Exeter hercegnője voltak. Fiatalabb féltestvére, apja második feleségének, Kasztíliai Konstanciának a lánya, Katalin kasztíliai királyné. Ezenkívül még négy féltestvére született Katherine Swynford-tól, aki nővérei nevelői, apja szeretője, majd harmadik felesége volt. Ezek a törvénytelen gyermekek a Beaufort vezetéknevet kapták születési helyükről.
Henrik mostohaanyjával, Katherine Swynford-al jó kapcsolatot ápolt, ám a Beaufort-okkal változatos volt. Fiatalkorában úgy tűnt, közel állt mindegyikhez, de a Henry és Thomas Beauforttal folytatott rivalizálása problémásnak bizonyult 1406 után. Féltestvérét, Joan Beaufortot Neville 4. bárója vette feleségül, aki az egyik legerősebb támogatója lett Henriknek. Thomas Swynford, Katherine első házasságából született fia, egy másik hűséges társa volt. Thomas állítólag Pontefract várában tartózkodott, amikor ott a börtönben meghalt II. Richárd.
Henrik féltestvére, Joan Beaufort lánya volt Neville Cecília, aki feleségül ment Richárd yorki herceghez. Több gyermekük is született, köztük IV. Eduárd és III. Richárd, így Joan Anglia két York-házi királyának a nagymamája lett.

## Életútja trónra lépéséig
Henrik ellentmondásos kapcsolatot élt meg II. Richárd királlyal. Első unokatestvérek és gyermekkori játszótársak, 1377-ben felvették mindkettőjüket a Térdszalagrendbe, ám Henrik részt vett a lordok király elleni lázadásában 1387-ben. Hatalmának visszanyerése után Richárd nem büntette meg Henriket, bár a sok lázadó báró közül sokat kivégeztetett vagy száműzött.
Henrik 1390-ben támogatta a 70-80 fővel rendelkező teuton lovagok a Litván Nagyfejedelemség fővárosa, Vilnius elleni sikertelen ostromát. Megvásárolta a hadjárat során foglyon ejtett litván nőket és gyermekeket és visszavitte őket Königsbergbe. Henrik 1392-es második litván expedíciója során kis serege 100 emberből állt, köztük hosszúíjászokkal. Henrik és angol keresztes lovagjai erőfeszítései ellenére Vilnius két éves megtámadásai eredménytelennek bizonyultak. 1392-93-ban Henrik zarándokútra indult Jeruzsálembe, ahol a Szent Sír-templomnál és az Olajfák hegyén is megfordult. Később megfogadta, hogy keresztes hadjáratot fog vezetni, hogy kiszabadítsa Jeruzsálemet a hitetlenektől, de meghalt, mielőtt ezt megvalósíthatta volna.
A királlyal való viszonya egy második válságba is került. 1398-ban Thomas de Mowbray, Norfolk első hercegének a megjegyzését Henrik elmondta II. Richárdnak, amelyet hazaárulásként értelmeztek. A két herceg megegyezett, hogy párbajt csapnak le a Caludon kastély közelében, Mowbray coventryi otthonában. A párbaj elmaradt, mivel Richárd úgy döntött, hogy száműzi Henriket a királyságból, melyet apja, Genti János is jóvá hagyott, a további vérontás elkerülése érdekében. Mowbray-t egy életre száműzték.
Genti János 1399 februárjában meghalt. Magyarázat nélkül Richárd eltörölte azokat a dokumentumokat, amelyek lehetővé tették volna Henrik számára, hogy automatikusan örökölje meg apja földjeit. Némi habozás után Henrik találkozott a száműzött Thomas Arundel-lel, Canterbury korábbi érsekével, aki azért vesztette el pozícióját, mert részt vett a lordok lázadásában. Henrik és Arundel visszatértek Angliába, míg Richárd egy hadjáratban vett részt Írországban. Arundel, mint tanácsadója és Henrik egy hadjáratba kezdett bele, elkobozta a földeket azoktól, akik ellenezték őt és parancsot adott a katonáknak, hogy pusztítsák el Cheshire nagy részét. Kezdetben bejelentette, hogy célja jogainak a visszaszerzése, mint Lancaster hercege, bár gyorsan elég hatalmat és támogatást szerzett ahhoz, hogy IV. Henrik néven angol királlyá nyilvánítsák ki és bebörtönözze Richárd királyt. Henrik koronázására 1399. október 13-án került sor a Westminsteri-apátságban, valószínűleg a normann hódítás óta ekkor történt először olyan, hogy az uralkodó angolul intézett beszédet.
Henrik gyakran konzultált a Parlamenttel, de néha nem értett egyet a képviselőkkel, különösen az egyházi ügyekben. Arundel tanácsára Henrik megkapta a Parlamenttől a De heretico comburendo törvénybe iktatását, amely az eretnekek máglyán való elégetését írta elő, ami főként a Lollard-mozgalom elfojtására tett cselekedett volt. 1410-ben a Parlament az egyházi területek elkobzását javasolta. A király azonban nem volt hajlandó megtámadni az egyházat, amely segített neki hatalomra jutni, az alsóháznak könyörögnie kellett a törvényjavaslat eltörléséért.

## Uralkodása

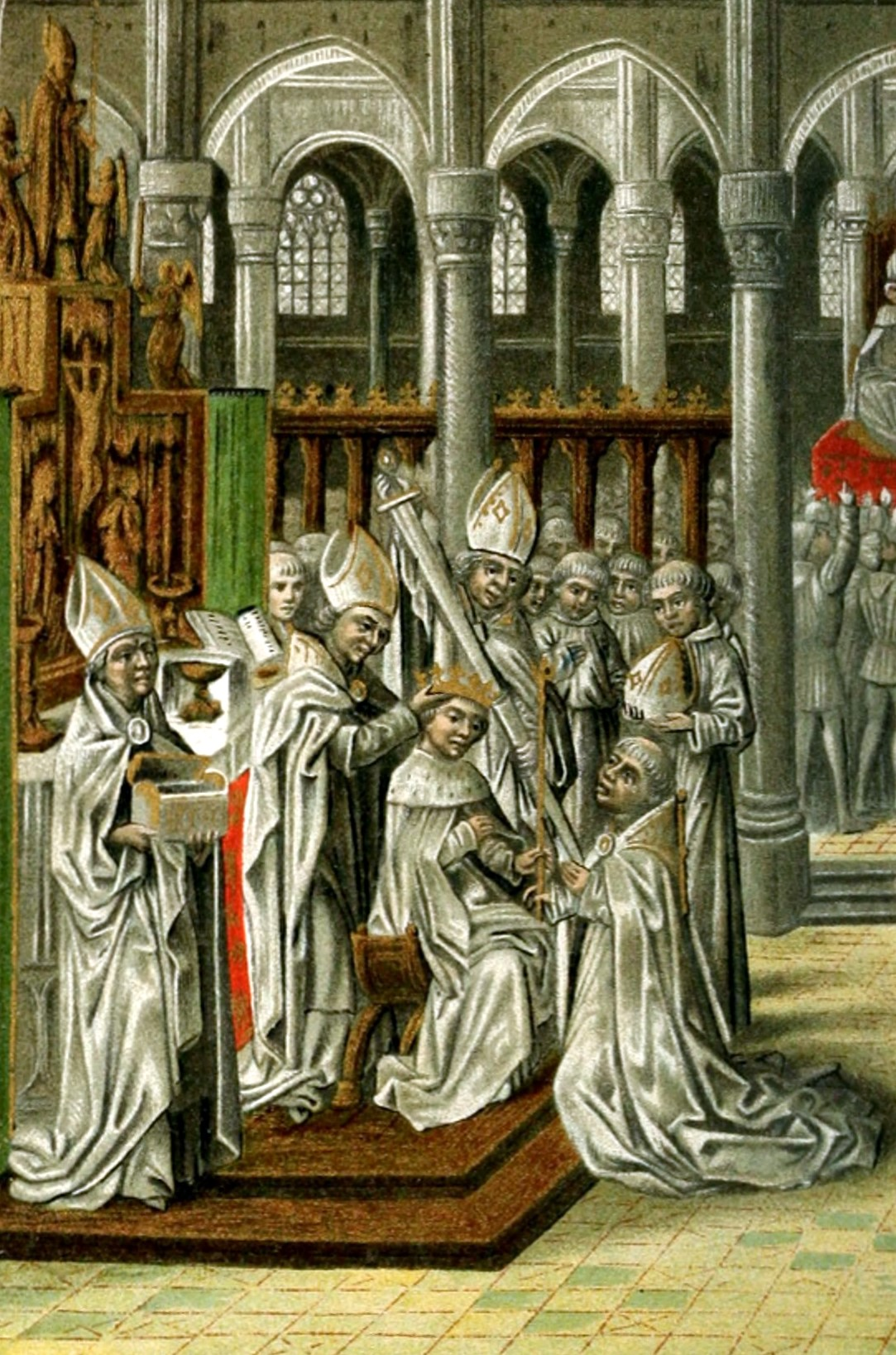
IV. Henrik megkoronázása

### Az előző uralkodó
IV. Henrik első nagy problémája az volt, hogy mit tegyen a leváltott Richárddal. Miután 1400 januárjában egy sikertelen összeesküvést szőttek a király ellen Richárd visszahelyezéséért, a leváltott király 33 évesen meghalt a börtönben, valószínűleg éhen halt. Bár Henriket gyakran gyanúsítják elődjének meggyilkolásával, nincs erre lényeges bizonyíték. Néhány krónikás azt állította, hogy az elkeseredett Richárd éheztette magát. A tanács feljegyzései szerint már február 17-én rendelkezéseket hoztak Richárd testének szállításáról, nincs ok azt hinni, hogy nem február 14-én halt meg, ahogy azt több krónika is megállapította. Pozitívan kimondható, hogy nem szenvedett erőszakos halált, mert csontváza a vizsgálat során nem mutatott erőszakra utaló jeleket, hogy valóban éheztette-e magát vagy hogy ezt az éhezést rákényszerítették volna.
Halála után Richárd holttestét nyilvános kiállításra helyezték a Szent Pál-székesegyházban, egyrészt azért, hogy bebizonyítsa támogatóinak, hogy valóban meghalt és azt is, hogy nem szenvedett erőszakos halált. Ez azonban nem akadályozta meg azokat a keringő pletykákat, mely szerint ő még mindig él és várja, hogy visszavehesse a trónt. Henrik Richárdot diszkréten temettette el Hertfordshire-ben, majd V. Henrik király hozatta a testét 1413-ban Londonba és abba a sírba temették el, amelyet Richárd készíttetett a maga számára a Westminsteri-apátságban.

### Lázadások

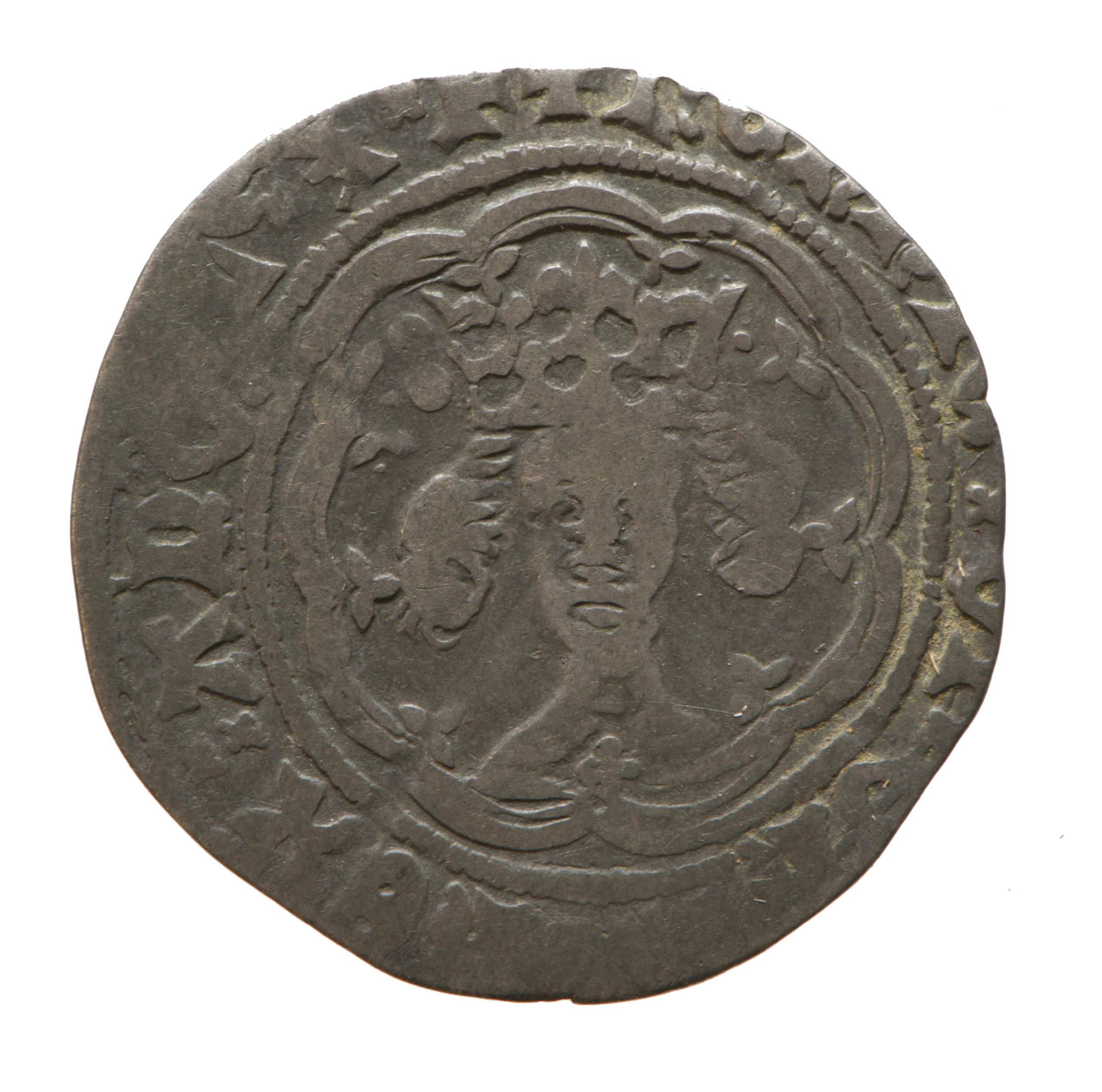
IV. Henrik ezüst félpennyse

Henrik uralkodásának nagy részét azzal töltötte, hogy megvédje magát az összeesküvésektől, a lázadásoktól és a gyilkossági kísérletektől. Uralkodásának első 10 évében folytatódtak a felkelések, köztük Owain Glyndёr lázadása, aki 1400-ban walesi hercegnek nyilvánította magát és a Henry Percy, Northumberland 1. grófja vezette lázadások 1402-től. Henrik és Percy seregei 1403-ban a shrewsbury-i csatában ütköztek össze. A csatában Henrik legidősebb fia (a későbbi V. Henrik király) egy nyíl által szerzett sebet az arcán. Ennek ellenére az ütközetből Henrik került ki győztesként. A trónörökös katonai képessége hozzájárult a király győzelméhez és 1410-re sok hatalmat szerzett apjától.   
Henrik uralkodásának utolsó éveiben a lázadások felgyorsultak. „Skócia követei Henrik uralkodásának utolsó évében bejárták Anglia falvait, kijelentve, hogy Richárd a skót udvarban él, várva barátai jelzését, hogy Londonba visszatérve visszaszerezhesse a trónját.” – jegyzi meg az egyik beszámoló.
Egy csaló azt terjesztette szét, hogy Richárd király Skóciában él. Southwarkot felkelésre buzdította Sir Elias Lyvet és társa, Thomas Clark, aki skót segítségre számított a felkelés végrehajtásához. Végül a lázadás semmivé vált. Lyvetet szabadon bocsátották és Clarkot a Towerbe zárták.

### Külföldi kapcsolatai
Uralkodása elején Henrik fogadta II. Mánuelt, így ő lett az első bizánci császár, aki Angliába látogatott, 1400 decemberétől 1401 januárjáig az Eltham-palotában szállt meg. Mikor a császár távozott, Henrik pénzt küldött Mánuelnek, hogy megsegítse őt az Oszmán Birodalom elleni háborújában.
1406-ban angol kalózok foglyon ejtették a trónra lépő, tizenegy éves I. Jakab skót királyt, amikor Franciaországba hajózott. Jakabot Henrikhez szállították, majd fia uralkodása végéig angol fogságban maradt.

### Betegsége és halála

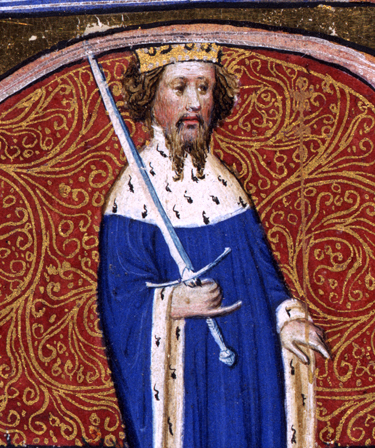
1402 körüli ábrázolása

Henrik uralkodásának későbbi éveit súlyos egészségügyi problémái jellemezték. Bőrbetegségben szenvedett, amely egyre súlyosabbá vált. 1405 júniusában, 1406 áprilisában, 1408 júniusában, 1408-09 telén, 1412 decemberében is visszatért betegsége, végül 1413 márciusában, amibe bele is halt. Orvosát, Thomas Morstede-t évi 40 font járadékkal látta el, amit V. Henrik trónra lépésekor megerősített. Az orvostörténészek már régóta vitatják a betegség okozóját. Betegsége akár lehetett lepra vagy pikkelysömör is. Egyes középkori írók úgy vélték, hogy a király leprában szenvedett Richard le Scrope, York érsekével való bánásmódja miatt, akit 1405 júniusában Henrik parancsára kivégeztek egy sikertelen puccs után.
Voltak olyanok, akik azt jósolták, hogy Henrik Jeruzsálemben fog meghalni, amit Shakespeare drámájában is megemlítenek. Henrik úgy gondolta, hogy keresztes hadjárat során veszti életét. Valójában a Westminsteri-apátságban halt meg 1413. március 20-án, a Parlament összehívásakor.  

### Temetése

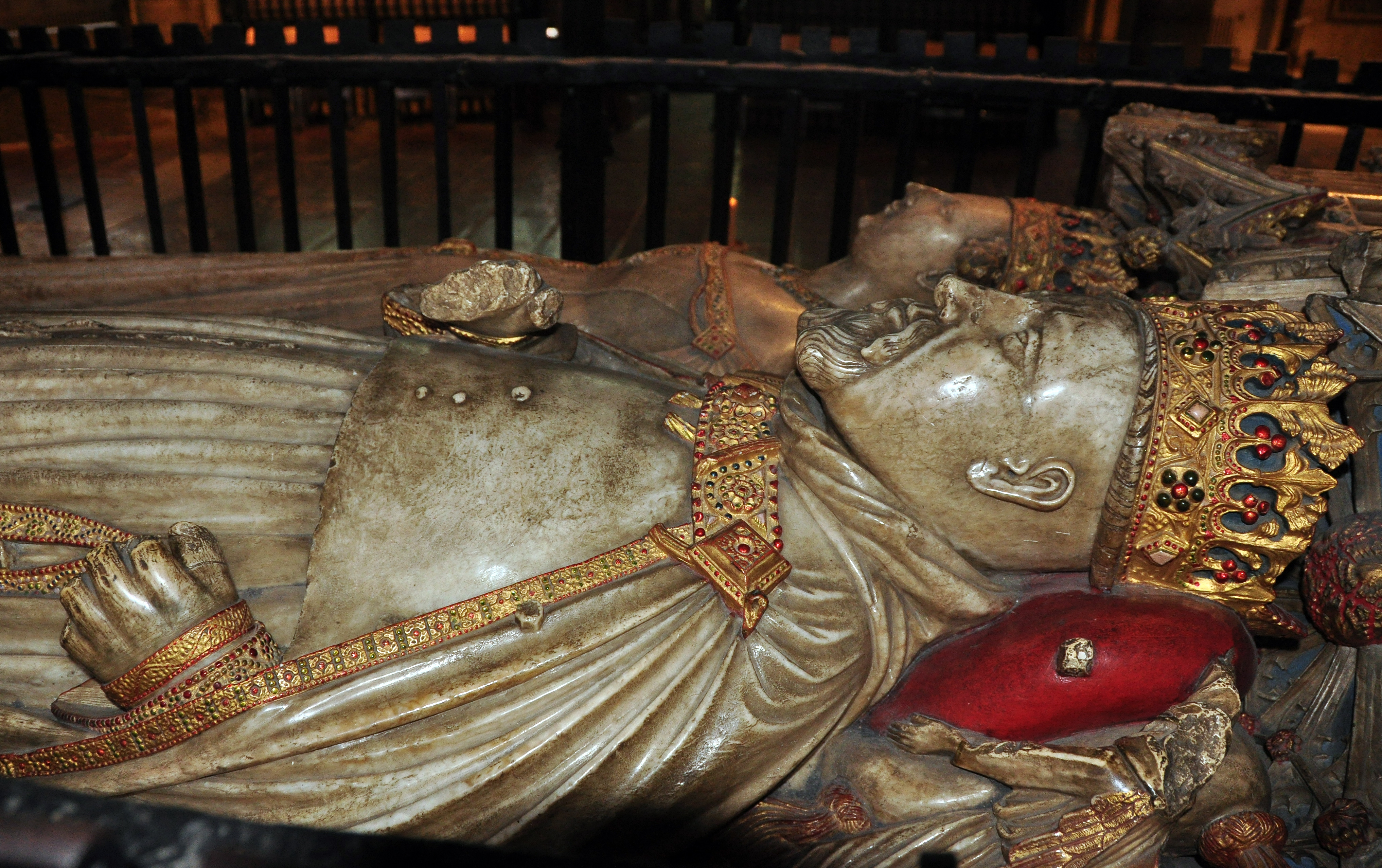
IV. Henrik és Johanna síremléke

Második feleségével, Navarrai Johannával együtt, elődjeitől eltérően nem a Westminsteri-apátságban, hanem a Canterburyi katedrálisban temették el a Szentháromság-kápolna északi oldalán, Becket Tamás sírja mellé. Becket kultusza akkoriban virágzott, amint azt a szerzetesi beszámolók és az olyan irodalmi művek is bizonyítják, mint a Canterbury mesék és Henrik szívesen csatlakozott hozzá. Canterburyben való közreműködésének okai vitathatók, nagy valószínűséggel szándékosan került kapcsolatba a mártír szenttel, politikai célszerűség miatt, nevezetesen dinasztiája legitimációjakor, mikor megfosztotta trónjától II. Richárdot. Koronázásakor szent olajjal kenték fel, amelyet állítólag Szűz Mária adott Becket-nek nem sokkal a meggyilkolása előtt, 1170-ben. A történet egyik változata szerint az olaj Henrik anyai nagyapjához, Henry of Grosmont-hoz, Lancaster 1. hercegéhez szállt.
Nem sokkal Henrik halála után egy impozáns sírt készítettek neki és a királynőnek, valószínűleg Johanna megbízásából és fizetésével. A sírszekrény tetején Henrik és Johanna alabástrom képmásai helyezkednek el, a megkoronázásukkor viselt ünnepi köntösükben. Henrik testét jól bebalzsamozták. Az 1832-es exhumálása lehetővé tette a történészek számára, hogy kellő bizonyossággal kijelentsék, a képmások pontos portrét képviselnek.

## Titulusai és címerei
Titulusai:
- Derby grófja (1377-1397)
- Northampton és Hereford grófja (1384. december 22. – 1399. szeptember 30.)
- Hereford hercege (1397. szeptember 29. – 1399. szeptember 30.)
- Lancaster hercege (1399. február 3. – 1399. szeptember 30.)
- Anglia királya (1399. szeptember 30. – 1413. március 20.)

Címerei:

Hereford hercegeként
Hereford és Lancaster hercegeként
Anglia királyaként
Anglia királyaként

## Házasságai és gyermekei
A Mary de Bohun-al való esküvőjének dátuma és helyszíne bizonytalan. Viszont apja, Genti János 1380 júniusi engedélye a házasságra fennmaradt és a Nemzeti Levéltár őrzi. A ceremónia elfogadott időpontjaként 1381. február 5-ét tartják számon, Mary családi otthonában, Essex-ben. Hat gyermekük született:
| Név               | Születés             | Halál                | Megjegyzés                                 |
| ----------------- | -------------------- | -------------------- | ------------------------------------------ |
| V. Henrik         | 1387. szeptember 16. | 1422. augusztus 31.  | Wales hercege, majd Anglia királya         |
| Tamás             | 1387 ősze            | 1421. március 22.    | Clarence hercege                           |
| John of Lancaster | 1389. június 20.     | 1435. szeptember 14. | Bedford hercege                            |
| Humfried          | 1390. október 3.     | 1447. február 23.    | Gloucester hercege                         |
| Blanka            | 1392 tavasza         | 1409. május 22.      | Férje III. Lajos pfalzi választófejedelem  |
| Filippa           | 1394. június 4.      | 1430. január 7.      | Férje VII. Erik dán, norvég és svéd király |

1394-ben meghalt Mary de Bohun és Henrik 1403. február 7-én Winchesterben összeházasodott Johannával, II. Károly navarrai király lányával. Második házasságából nem született gyermeke.
Egy ismeretlen nevű ágyasa egy törvénytelen gyermeket szült Henriknek:
- Edmund Le Boorde (1401 – 1419. december 19.)[15]